# Eleição municipal de Igarassu em 2016
A eleição municipal de Igarassu em 2016 foi realizada para eleger um prefeito, um vice-prefeito e 15 vereadores no município de Igarassu, no estado brasileiro de Pernambuco. Foram eleitos Mario Ricardo Santos de Lima (PTB) e Elcione da Silva Ramos Pedroza Barbosa para os cargos de prefeito e vice-prefeita, respectivamente. Seguindo a Constituição, os candidatos são eleitos para um mandato de quatro anos a se iniciar em 1º de janeiro de 2017. A decisão para os cargos da administração municipal, segundo o Tribunal Superior Eleitoral, contou com 75.143 eleitores aptos e 6.455 abstenções, de forma que 8,59% do eleitorado não compareceu às urnas naquele turno.

## Antecedentes
Mario Ricardo (PTB) já havia vencido as eleições para prefeito de Igarassu em 2012, com 53,77% dos votos válidos. Nessa ocasião, Gesimário Baracho (PT) ficou em segundo lugar, com 23,71% dos votos, seguido por Ninho (PSB), com 22,72%. Em 2012, 60.088 eleitores foram às urnas, mas apenas 55.757 dos votos eram válidos. Houve 9.449 abstenções, 2.569 votos nulos e 1.762 votos brancos.
Nas eleições de 2012, o PTB conseguiu eleger em Pernambuco, além do empresário Mario Ricardo, mais 24 prefeitos e 16 vice-prefeitos, em cidades como Garanhuns, Alagoinha e Itamaracá.

## Campanha
Em 2016, o principal adversário de Mario Ricardo na eleição majoritária foi Yves Ribeiro (PSB), conhecido como “o prefeito itinerante”. Yves já havia sido eleito prefeito de Igarassu duas vezes, em 1996 e 2000, e em 2004, renunciou ao cargo para se candidatar à Prefeitura de Paulista.
Durante a campanha eleitoral, Mario Ricardo foi protagonista de uma polêmica envolvendo o tradicional desfile das escolas do município. Às vésperas das eleições, o então prefeito foi acusado por Yves Ribeiro de “transformar o evento cívico em ato político de campanha”. Os palcos pintados de azul (cor que simbolizava o candidato do PTB) e os elogios da apresentadora da festa aos feitos da administração municipal, segundo Yves, “depõem contra o prefeito-candidato e agridem fortemente a legislação eleitoral em vigor”. Após o evento, a Frente Popular de Igarassu, coligação da qual Yves é membro, entrou na Justiça contra Mario Ricardo, mas não ganhou a causa.
Em junho do mesmo ano, documentos do MPF indicavam que Yves Ribeiro, no momento prefeito da cidade de Paulista, estava sendo investigado por provável desvio de recursos públicos federais. Durante a campanha, o candidato do PSB investiu em uma equipe de pesquisadores para levantamento das necessidades da comunidade. Os esforços do veterano político não foram suficientes para conter a reeleição de Mario Ricardo.

## Resultados

### Eleição municipal de Igarassu em 2016 para Prefeito
A eleição para prefeito contou com 5 candidatos em 2016: Mario Ricardo Santos de Lima (Partido Trabalhista Brasileiro), Yves Ribeiro (Partido Socialista Brasileiro), Aurelio Duarte de Oliveira (Partido Verde), Hélio André de Oliveira (Partido Socialismo e Liberdade) e José Carlos Mascena (Partido Comunista Brasileiro) que obtiveram, respectivamente, 38.708, 23.336, 574, 285, 168 votos. O Tribunal Superior Eleitoral também contabilizou 8,59% de abstenções nesse turno.
| Candidato(a)                       | Vice                                   | Coligação                                      | Votos recebidos | Percentual |
| ---------------------------------- | -------------------------------------- | ---------------------------------------------- | --------------- | ---------- |
| Mario Ricardo Santos de Lima (PTB) | Elcione da Silva Ramos Pedroza Barbosa | Mudança de Verdade                             | 38708           | 61.37%     |
| Yves Ribeiro (PSB)                 | Severino de Souza Silva                | Frente Popular de Igarassu                     | 23336           | 37%        |
| Aurelio Duarte de Oliveira (PV)    | Anselmo Luis Valcacer de Lima          | Frente Verde Independente                      | 574             | 0.91%      |
| Hélio André de Oliveira (PSOL)     | Jair Rodrigues de Lima                 | Partido Socialismo e Liberdade (sem coligação) | 285             | 0.45%      |
| José Carlos Mascena (PCB)          | Valmir Cruz de França                  | Partido Comunista Brasileiro (sem coligação)   | 168             | 0.27%      |

### Eleição municipal de Igarassu em 2016 para Vereador
Na decisão para o cargo de vereador na eleição municipal de 2016, foram eleitos 15 vereadores com um total de 64.617 votos válidos. O Tribunal Superior Eleitoral contabilizou 2.124 votos em branco e 1.947 votos nulos. De um total de 75.143 eleitores aptos, 6.455 (8.59%) não compareceram às urnas .
| Nome                                           | Partido político                               | Coligação                                  | Votos recebidos | Percentual |
| ---------------------------------------------- | ---------------------------------------------- | ------------------------------------------ | --------------- | ---------- |
| Maria dos Prazeres Barbosa da Silva            | Partido dos Trabalhadores (PT)                 | Frente Trabalhista Mudança de Verdade      | 2430            | 3.76%      |
| Ademar Soares de Barros                        | Partido da República (PR)                      | Por uma Igarassu Melhor e Mais Sustentavel | 1893            | 2.93%      |
| Rivaldo Moraes da Silva Filho                  | Partido da República (PR)                      | Por uma Igarassu Melhor e Mais Sustentavel | 1833            | 2.84%      |
| Erica Maria Pessôa Uchôa Cavalcanti Ferreira   | Partido Trabalhista Brasileiro (PTB)           | Frente Trabalhista Mudança de Verdade      | 1576            | 2.44%      |
| Aristoteles Jose de Souza Silva                | Partido Socialista Brasileiro (PSB)            | Socialismo e Liberdade                     | 1575            | 2.44%      |
| Luiz Cavalcante dos Passos                     | Podemos (PODE)                                 | Frente Renovadora de Igarassu              | 1565            | 2.42%      |
| Valdemir Nunes de Souza                        | Solidariedade (SD)                             | Igarassu no Rumo Certo                     | 1349            | 2.09%      |
| Paulo Paes Barretto Tavares Uchoa              | Partido Democrático Trabalhista (PDT)          | União Democrática de Igarassu              | 1289            | 1.99%      |
| Irene Rosa da Silva Marques                    | Partido Democrático Trabalhista (PDT)          | União Democrática de Igarassu              | 1257            | 1.95%      |
| Afonso Geraldo de Sampaio Lucena               | Partido Socialista Brasileiro (PSB)            | Socialismo e Liberdade                     | 1251            | 1.94%      |
| Izaque Leite Pereira Barbosa                   | Partido Trabalhista Brasileiro (PTB)           | Frente Trabalhista Mudança de Verdade      | 1223            | 1.89%      |
| Elvis Presley Rodrigues Henrique do Nascimento | Partido da Social Democracia Brasileira (PSDB) | Igarassu no Rumo Certo                     | 1222            | 1.89%      |
| Naate Gomes dos Santos                         | Partido Trabalhista Cristão (PTC)              | Unidos por Igarassu                        | 872             | 1.35%      |
| Antonio José dos Santos                        | Partido Humanista da Solidariedade (PHS)       | Unidos por Igarassu                        | 859             | 1.33%      |
| Renato Franco de Lira                          | Podemos (PODE)                                 | Frente Renovadora de Igarassu              | 808             | 1.25%      |

## Análise
Os primeiros meses da segunda gestão de Mário Ricardo já foram conturbados. Em abril de 2017, o prefeito foi “alvo de ação civil pública por atos de improbidade administrativa”, segundo sites locais. Análises do TCE (Tribunal de Contas do Estado) indicam ter havido “terceirização irregular na saúde de Igarassu, em benefício à Oscip, uma entidade privada”. Uma das irregularidades encontradas foi a burla ao processo licitatório. Tudo isso teria acontecido em 2015, durante a primeira gestão de Mario Ricardo.
Em julho do mesmo ano, outra irregularidade no governo anterior de Mario Ricardo foi investigada pelo TCE. O prefeito foi multado em R$ 38 mil por ter realizado, em 2013, 3.816 contratações temporárias para cargos públicos, de maneira ilegal. Segundo a Constituição Federal, as admissões por tempo determinado só podem ser realizadas caso haja comprovação de que tais cargos são essenciais para atender a necessidades contextuais de interesse público. De acordo com a auditoria, nenhum documento com justificativa foi apresentado pela prefeitura de Igarassu. O TCE ainda apontou que, em 2011, o município realizou concursos públicos para preencher vários cargos efetivos e, no entanto, nenhum dos servidores contratados estava na lista dos aprovados pela prova.
Em 2019, Mario Ricardo lançou a pré-candidatura de Miguel Ricardo, seu filho, à Assembleia Legislativa de Pernambuco (Alepe). Apesar de ser uma das principais críticas populares à gestão do petebista, tal postura vem se mostrando uma tendência no cenário político de Pernambuco. Já em 2018, Aglailson Júnior (PSB), prefeito de Vitória do Santo Agostinho anunciou o nome do filho para a futura disputa eleitoral. O gestor da cidade de Cabo de Santo Agostinho, Lula Cabral (PSB), também articula a candidatura da filha, Fabíola Cabral, levando-a a eventos políticos desde 2018.